# ザポリージャ
ザポリージャ、ザポリッジャ（ウクライナ語: Запоріжжя [zɐpoˈr⁽ʲ⁾iʒːɐ] ( 音声ファイル)）は、南ウクライナに位置する都市で、ザポリージャ州の州庁所在地である。歴史上では、アレクサンドロフスク（Александровск）とも呼ばれた。なお、以前公用語であったロシア語ではザポロージエ（Запорожье）で、この辺りの地域を指した歴史上の地域名称と区別されないが、ウクライナ語では後者はザポロージャと呼ばれ区別されている。

## 地理
ザポリージャは、ザポリージャ州の西北、ドニプロ川の下流に位置している。ザポリージャは、ドニプロ川によって右岸（西）と左岸（東）に区分される。前者はにドニプロ高地、後者はドニプロ低地を占めている。
ザポリージャの北部に当たるドニプロ川の流域では、ウクライナ・コサック所縁の大ホールティツャ島と小ホールティツャ島がある。また、ザポリージャの南部では、ドニプロ水力発電所とドニプロため池が位置している。
気候は大陸性気候である。1月の平均気温は、-4.9度、7月の平均気温は、22.8度となっている。

## 歴史
- 紀元前7世紀 ‐ 2世紀：遊牧民のスキタイの時代。
- 紀元前2世紀 - 2世紀：遊牧民のサルマタイの時代。
- 3世紀 - 4世紀：ゴート族の時代。
- 4世紀 - 5世紀：遊牧民のフン族の時代。
- 7世紀 - 8世紀：遊牧民のアラン人の時代。
- 9世紀 - 11世紀：遊牧民のペチェニーヒ人の時代。
- 11世紀 - 13世紀：遊牧民のクマン人の時代。
- 13世紀 - 15世紀：遊牧民のモンゴル人の時代。現在のザポリージャ周辺は次第に荒野へと変わる。
- 15世紀：リトアニア大公国とクリミア・ハン国との国境地帯となる。
- 1552年：ウクライナ・コサックの頭領、ドムィトロー・ヴィシュネヴェーツィクィイが小ホールティツャ島で要塞を築城する。コサックのシーチの原型となる。
- 17世紀 - 18世紀：ウクライナ・コサックの軍事組織である下のザポロージャ・コサック軍の支配下に置かれる。
- 1770年：ロシア帝国がウクライナの南部に進出し、現在のザポリージャ周辺にアレクサンドロフスク要塞を築城する。
- 1806年：要塞のもとでアレクサンドロフスク市が誕生する。エカテリノスラフ県に属すことになる。
- 1918年 - 1920年：ウクライナ内戦の時代。ネストル・マフノーを中心としたアナキズム運動の拠点となる。
- 1920年：ボリシェヴィキ系のウクライナ社会主義ソヴィエト共和国の領土となる。
- 1921年：アレクサンドロフスクはザポリージャに改名される。
- 1939年：ザポリージャ州の州庁所在地となる。
- 1991年：ウクライナが独立する。市は、ザポリージャ州の州庁所在地となる。

## 人口
- 2001年：817,900人[2]
  - ウクライナ人は約70.8%、ロシア人は24.7%、その他は4.5%
  - 母語：ウクライナ語は約48%、ロシア語は52%
  - 男性は46%、女性は54%

## 経済
ザポリジュスタリ製鉄所、ザポリージャ原子力発電所などがある。

## 観光
- ホールツィツャ島 - ザポロージャ・コサックの歴史博物館
- ホールティツャのコサックの祭り
- ドニプロ水力発電所 - かつてのソ連初の水力発電所
- マヤコフスキー広場（ウクライナ語版）

## 交通
ザポリージャ市電

## ギャラリー

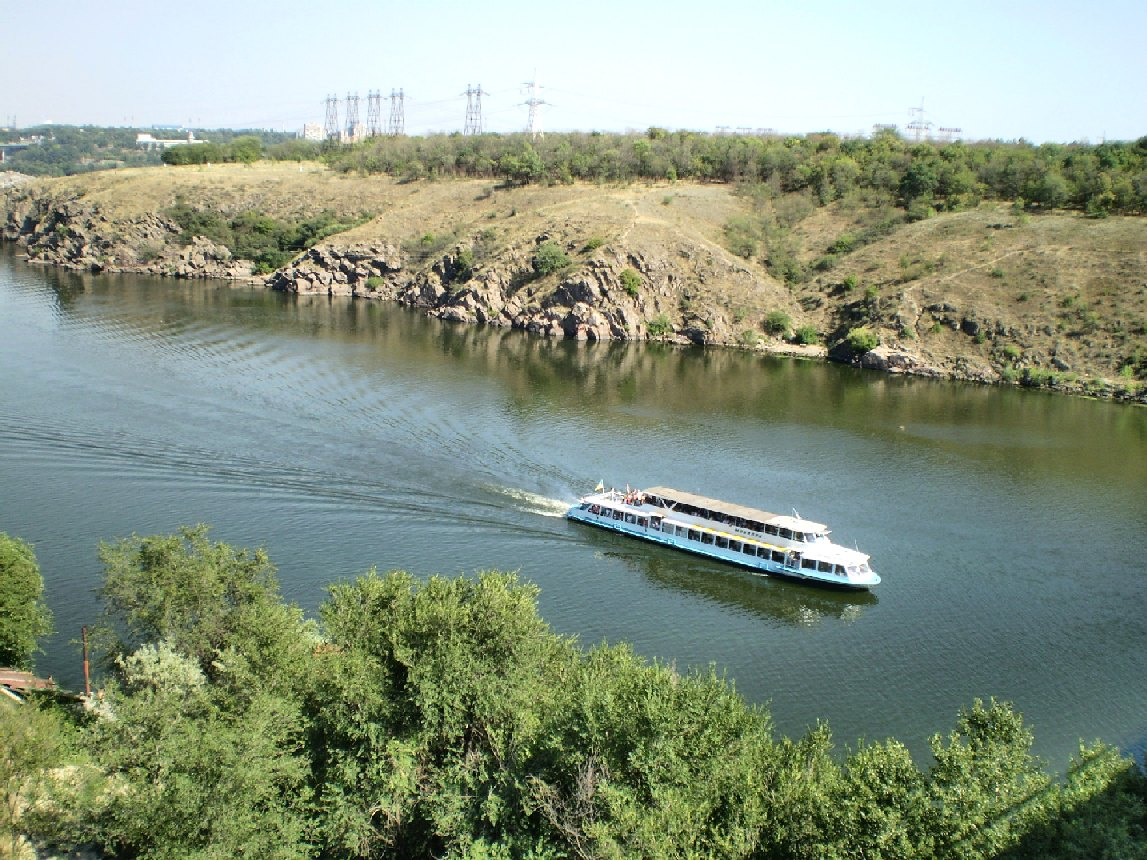
ドニプロ川
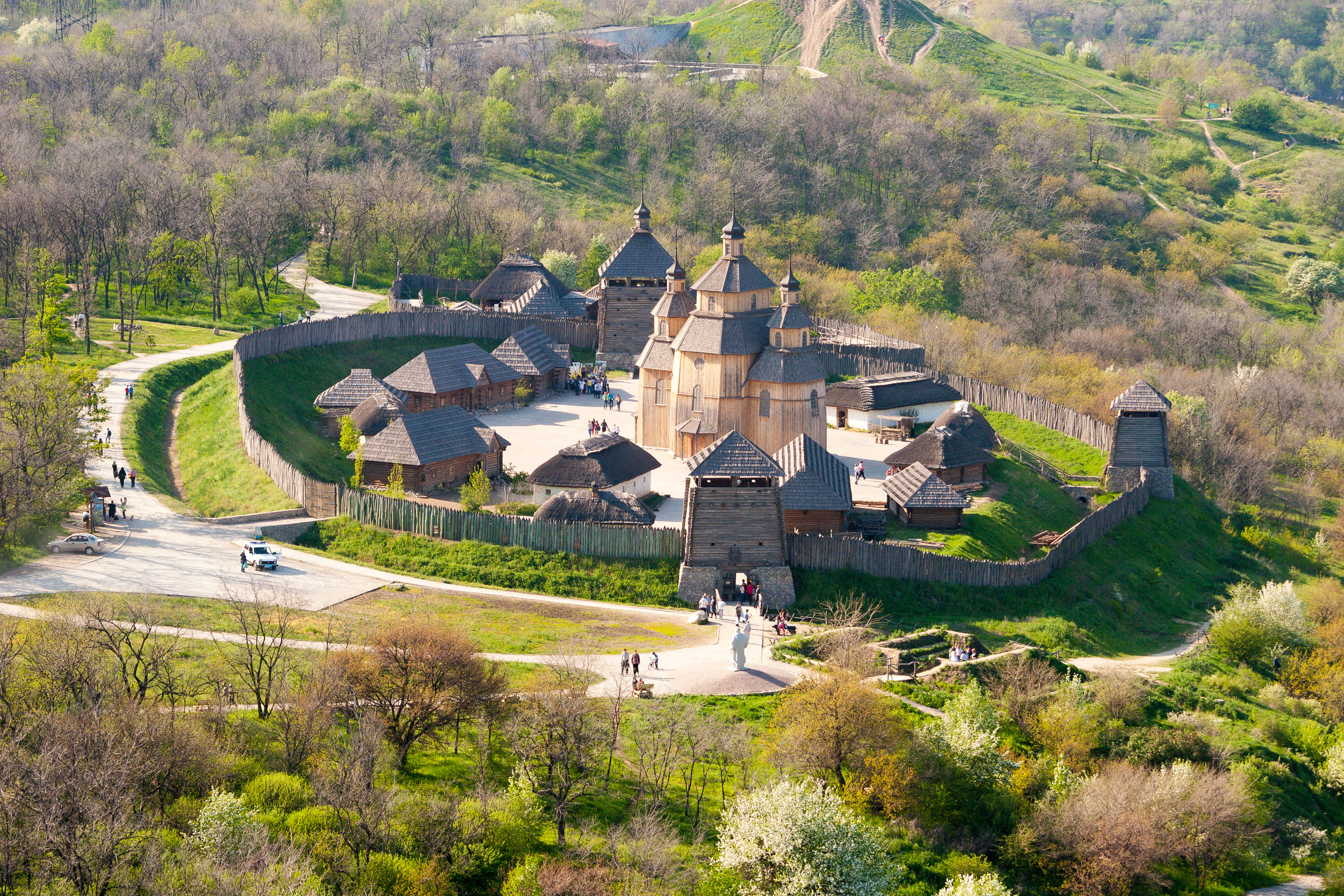
復元されたコサックの要塞
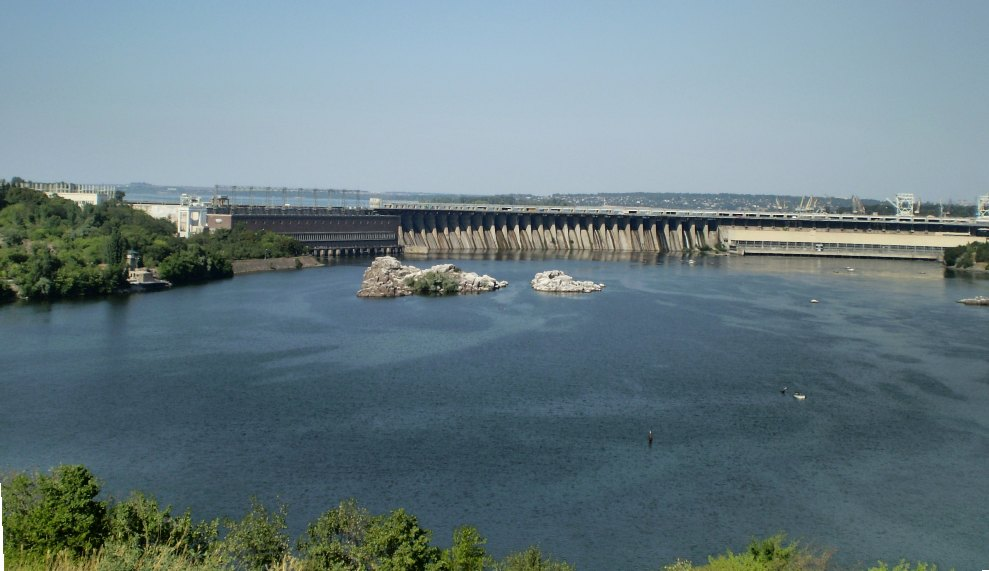
ドニプロ水力発電所
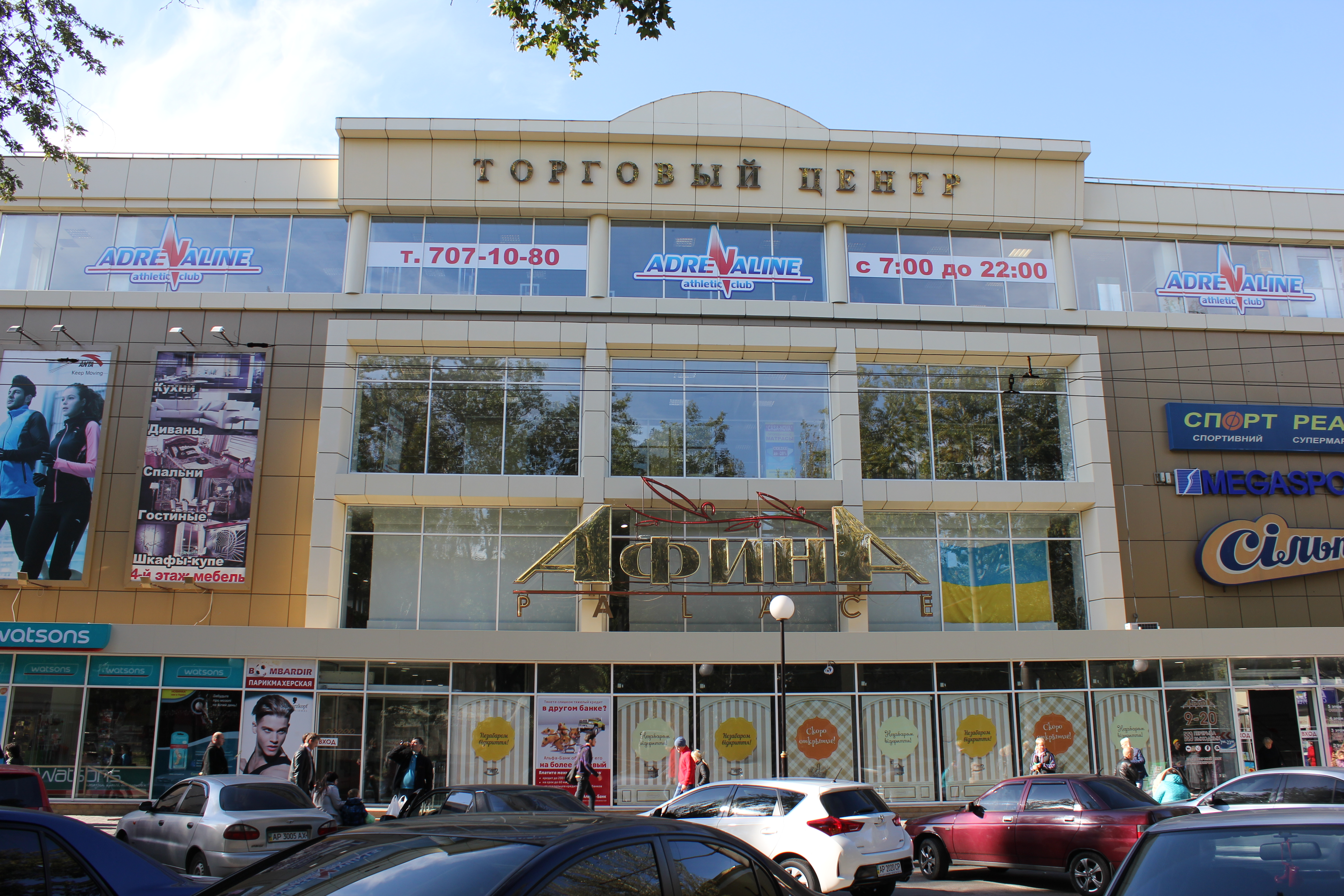
ショッピングモール
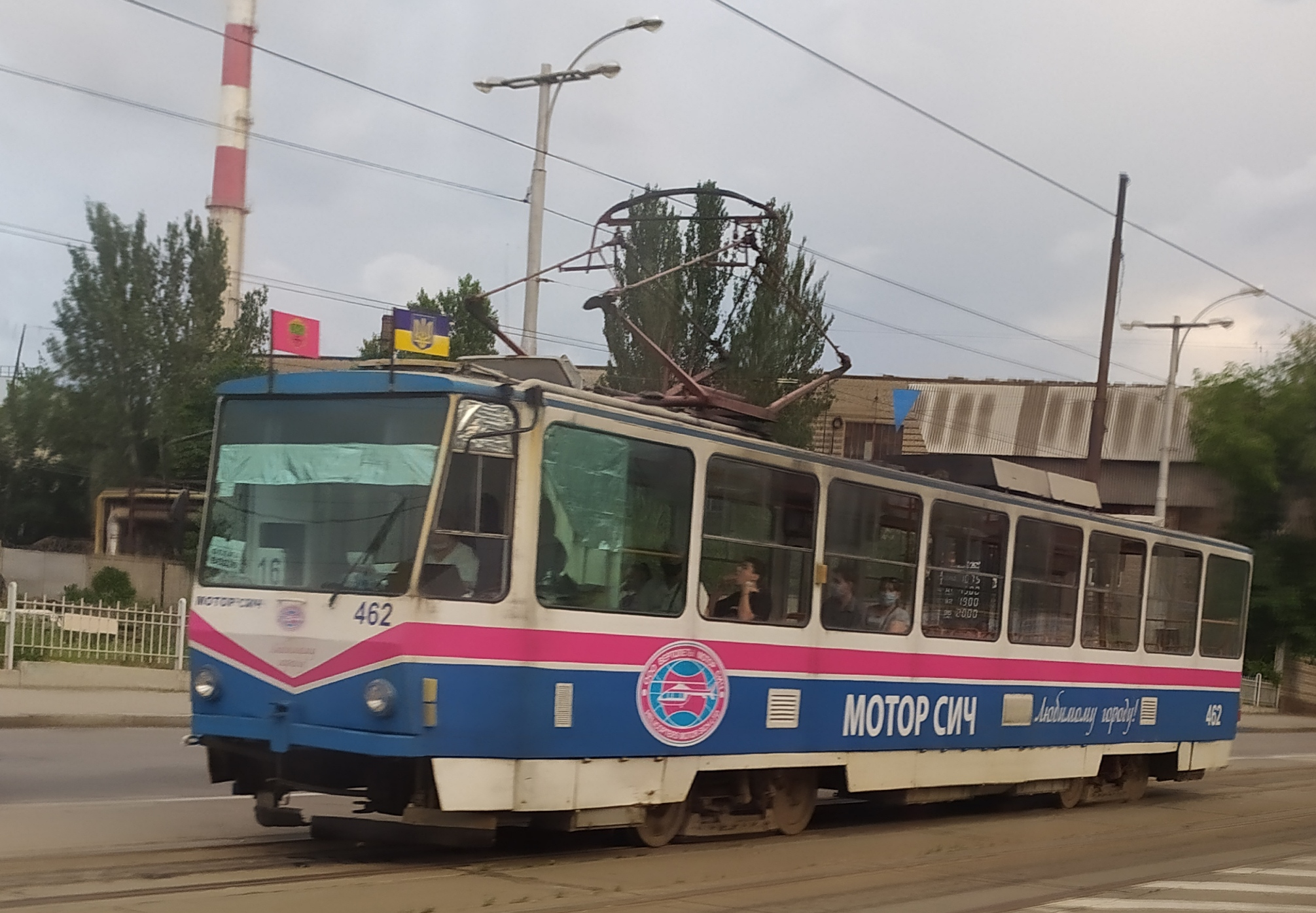
トラム
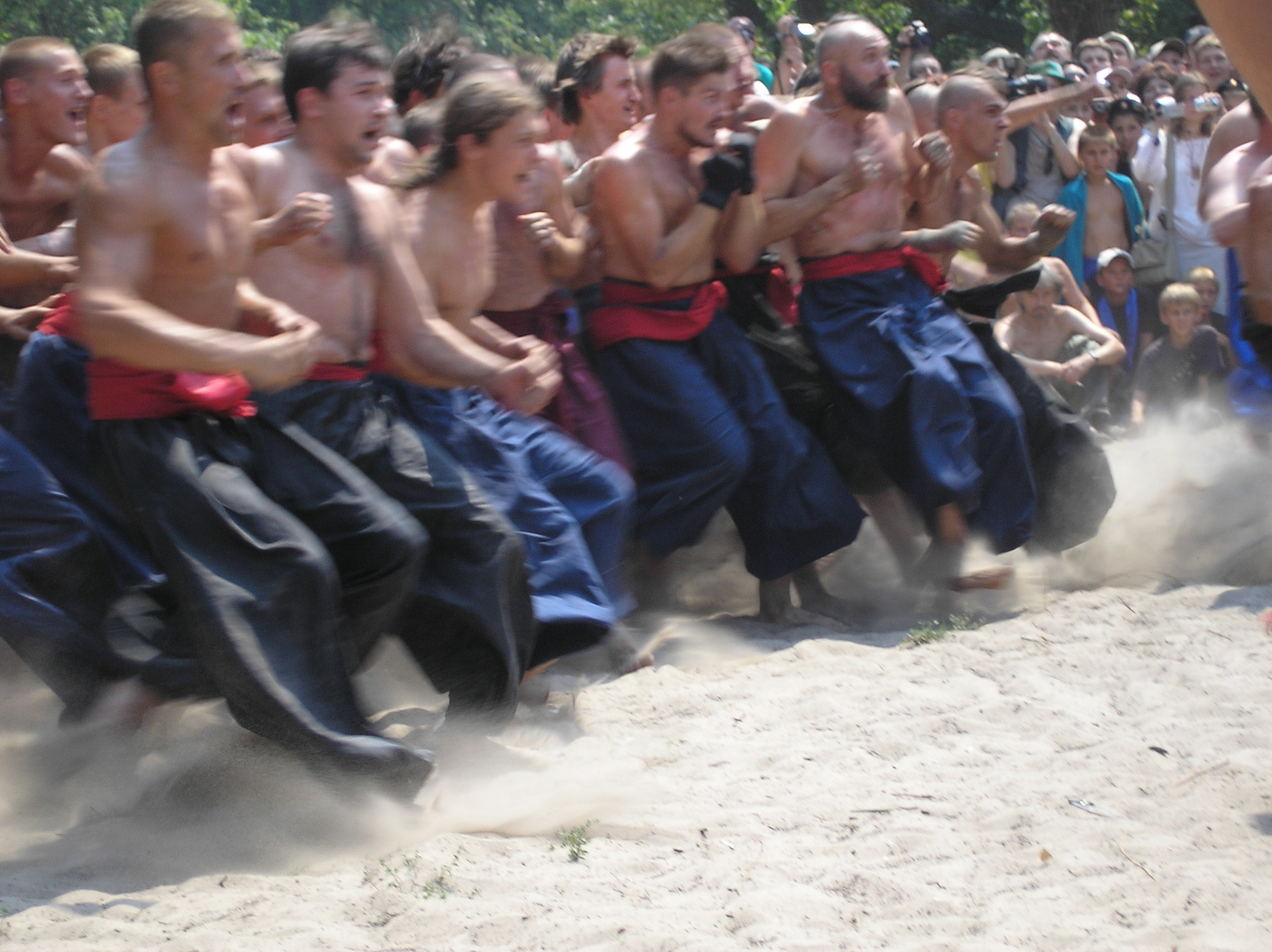
コサックの祭り